# 1,1'-联萘
1,1'-联萘是一种有机化合物，化学式为(C10H7)2，常温常压下为无色固体，由于其萘基存在很大的空间位阻，而存在阻转异构，其衍生物1,1'-联-2-萘酚的阻转异构程度更大。